# Presunción de veracidad
La presunción de veracidad es un derecho o principio legal y jurídico del que disfrutan las personas dotadas de autoridad pública en la realización de sus funciones en países como España. El poder que da este principio es que la declaración o testimonio de quien lo disfruta, se presume como veraz y por tanto prevalece sobre la persona que no lo disfruta si no aporta pruebas que tiendan a contradecir los hechos declarados por la autoridad. Es parte de la seguridad jurídica desde el punto de vista público para agilizar denuncias, por ejemplo de tráfico, en las que no hay pruebas fehacientes del hecho denunciado más que la declaración de la autoridad.
En España la figura jurídica de la presunción de veracidad la encontramos regulada en el artículo 77.5 la Ley 39/2015, de 1 de octubre, del Procedimiento Administrativo Común de las Administraciones Públicas, del ordenamiento jurídico español: Los documentos formalizados por los funcionarios a los que se reconoce la condición de autoridad y en los que, observándose los requisitos legales correspondientes se recojan los hechos constatados por aquéllos harán prueba de éstos salvo que se acredite lo contrario.
La presunción de veracidad supone una declaración iuris tantum, ya que admite prueba en contra.
La presunción de veracidad es un derecho asimétrico, pues se contrapone al derecho a la igualdad (art. 14 de la Constitución española de 1978), ya que implica discriminación por cuestión de cargo al no ofrecer el sistema el mismo crédito al testimonio de dos ciudadanos iguales. No obstante, resulta ajustada a la Constitución sobre la base de la seguridad jurídica (art. 9.3) y limitado por la interdicción de la arbitrariedad de los poderes públicos (en el mismo artículo y apartado) y el sometimiento pleno a la Ley y el Derecho de la Administración Pública (art. 103.1 de la Constitución).
- Datos: Q6085684